# One Two Two

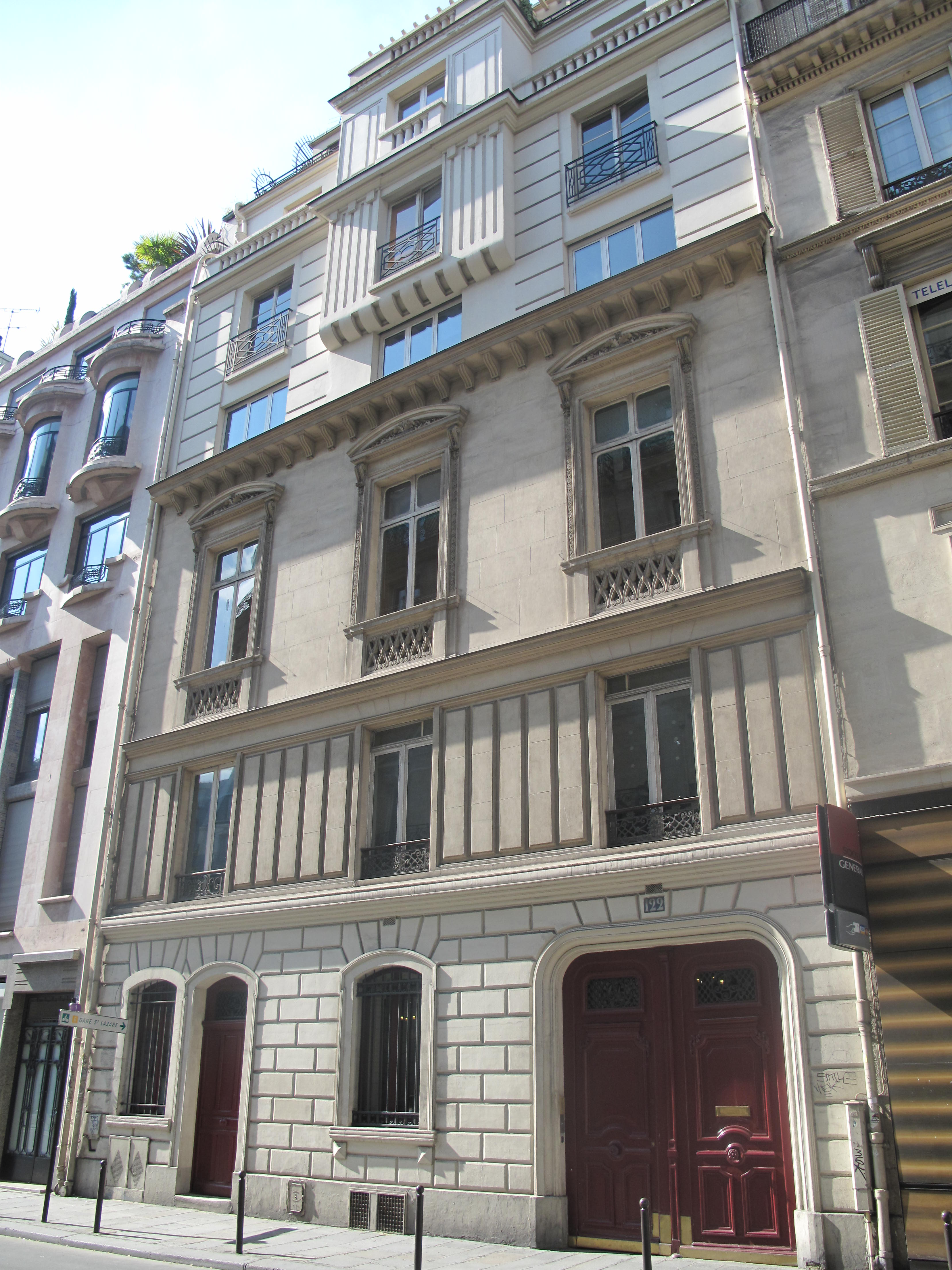
Fassade des One Two Two heute

Das One Two Two, kurz 122, war eines der berühmtesten Bordelle im Paris des 20. Jahrhunderts. Namensgebend war die Adresse in der Pariser Rue de Provence 122 im 8. Arrondissement, die englische Aussprache war eine Anspielung auf die zahlreichen englischen Besucher dieses Etablissements während der Zwischenkriegszeit. Gegründet und geleitet wurde es von Marcel Jamet, genannt „Fraisette“ (nach einem um die Zeit äußerst beliebten Cocktail aus Erdbeersirup und Vichy).

## Geschichte
Jamet hatte dank seiner ersten Lebensgefährtin, die für ihn als Prostituierte arbeitete, nach dem Ersten Weltkrieg in Argentinien ein kleines Vermögen verdient und war danach nach Paris zurückgekehrt. Zunächst erwarb er in der Avenue Junot eine kleine Villa und kaufte 1924 ein bescheidenes Bordell in der Rue de Provence 122, das spätere One Two Two. Jamet plante, daraus das beste Bordell von Paris zu machen. So ließ er das gesamte Haus umbauen, entließ die alten und stellte ganz neue Frauen ein.
„Salons entstehen und die Zimmer werden renoviert. Highlife. Alles muß so schick wie möglich sein, auch das Personal. Dreißig Mädchen, die sich ihrer Hintern nicht zu schämen brauchen und freundlich lächeln. Allzeit bereit, das ist die Devise. Monsieur Marcel ist nicht nur ein Künstler, sondern auch ein aktiver Mann, der es versteht, Schwung in den Laden zu bringen.“
Jamet füllte eine Marktlücke: eine Kombination aus Bordell und Edelrestaurant. Die Kellnerinnen servierten in ausgefallenen Kostümen bzw. ganz nackt nur mit kleiner Schürze Boef à la ficelle (Rindfleisch am Faden), man(n) aß mit echtem Tafelsilber von feinstem Porzellan und trank edelsten Champagner aus Kristallgläsern.
Der französische Schriftsteller Alphonse Boudard nannte es die Comédie-Française des Beischlafs zur Entrostung städtischer Schwänze und schrieb:
„[Es war] ein Symbol einer vergangenen Epoche, einer für immer verschwundenen Zivilisation. Prostitution in roten Sesseln. Alte Träume des antiken Griechenlands und Skizzen von Toulouse-Lautrec. Ein Ort der Freiheit, des Luxus und der Bequemlichkeit. Die Erde schien noch jung zu sein. Die Liebe ein Spiel. Und das Vergnügen eine Partie in diesem Spiel. Man trug beim Besuch des Puffs selbstverständlich einen dreiteiligen Anzug, einen breitkrempigen Hut und Gamaschen. Nachmittags die genehme Entspannung, ohne alle Umstände. Niemand sah darin etwas Böses.“

### Zweiter Weltkrieg
Das 122 erwirtschaftete hohe Einnahmen: 1939 waren in Paris zwei Cadillacs zugelassen, einer gehörte Sacha Guitry, der andere Marcel Jamet. Nach der deutschen Besetzung von Paris 1940 herrschte im 122 Hochbetrieb, wobei Jamet eine doppelte Rolle spielte: Auf der einen Seite engagierte er sich für die Résistance, auf der anderen war das Nobelbordell Hauptanlaufstelle der Offiziere der deutschen Wehrmacht.  Die deutschen Offiziere erhielten Broschüren wie Das Bordellwesen in Paris (hrsg. 1940–41) oder Absteigehotels für durchreisende Offiziere, die unter deutscher sanitärer Überwachung stehen mit ausführlicher Bebilderung durch Fotografien von Zimmern und Personal der Etablissements. Neben den Offizieren der Wehrmacht wurde das Etablissement aus dem Gauner- und Schiebermilieu von Paris und der Carlingue, der französischen Gestapo, frequentiert. Fabienne Jamet, zweite Ehefrau des Bordellbetreibers, erinnerte sich:
„Wir hatten noch nie einen derartigen Boom erlebt. Während der Luftschlacht von London pflegten die Piloten der Bomber und Kampfflugzeuge dem ‚One‘ vor dem Einsatz einen Besuch abzustatten. Vielleicht war es ihr letzter Champagner, ihre letzte Liebesnacht … Die Nächte der Besatzungszeit waren phantastisch. In den ersten Monaten spielten wir sogar das Lied vom ‚Tipperary‘ auf dem Grammophon. Meine Mädchen waren verrückt danach. Sie legten stets die Platte auf, wenn Offiziere anwesend waren und mir brach der kalte Schweiss aus, denn es war schließlich eine Provokation. Aber es schien ihnen sogar zu gefallen. Eines Abends sangen sie alle im Chor. Man stelle sich das vor: Die deutschen Flieger in Frankreich sangen das englische Soldatenlied!“

### Nach dem Krieg
Nach der Befreiung von Paris wurde Jamet von Patrioten verhaftet unter dem Vorwurf, den Besetzern Dienste geleistet zu haben, aber es stellte sich heraus, dass er die ganze Zeit auch in der Résistance aktiv gewesen war. Als die britisch-französische Gesellschaft sogar schriftlich bestätigte, er habe den „alliierten Anliegen“ bedeutende Dienste geleistet, kam er frei.
Nach dem gesetzlichen Verbot aller Bordelle durch das am 13. April 1946 von einer Allianz von Christdemokraten (MRP) und Kommunisten beschlossene Gesetz Nr. 46658, genannt Loi Marthe Richard, musste Jamet das 122 schließen und das Haus verkaufen. Eingebracht wurde der Gesetzesvorschlag von Marthe Richard, einer ehemaligen Straßenprostituierten, die es durch Heirat zu Einfluss und Macht gebracht hatte und schließlich zur Stadtverordneten von Paris aufgestiegen war. Hans-Jürgen Döpp äußert sich im Buch Paris – Eros folgendermaßen über sie: „Nun konnte sie ihre Tugend demonstrativ zur Schau stellen.“ Ganz unpatriotisch äußerte sich Fabienne Jamet: „Heute weiß ich eins, wenn die Deutschen den Krieg gewonnen hätten, wären unsere Bordelle noch in Betrieb.“

## Rue de Provence 122

### Die Zimmer
Das erotische Angebot erstreckte sich über ein Venedig-Zimmer mit Originalgondel, ein nachgebautes Iglu mit Eisbärenfellen, Schlafwagen im Stile des Orient-Expresses mit vorbeifliegenden Landschaften vor dem Fenster und Zuggeräuschen, Schifffahrtsromantik mit eingebautem Bullauge und sogar Rettungsringen, ägyptische Kleopatra oder Loire-Schlösser-Flair, für die zart Besaiteten Landliebe mit Jungbäuerin, frischen Eiern und Vogelgezwitscher und für die Liebhaber etwas härterer Spiele ein Folterkämmerchen mit Halseisen, Kreuz mit Lederschlaufen und Peitschen.
Eine dort tätige Prostituierte erinnert sich:
„Im Salon werden die Vorzüge der Frauen wirklich ins beste Licht gerückt. Überall Säulen! Und Sockel auf die wir dann steigen. Was meinst Du, wie dann die Kleider wirken! Wir sind mindestens fünfzig bis sechzig Frauen …“
Auch Rollenspiele gehörten zu dem Angebot. Fabienne Jamet schildert ihre Erlebnisse mit Gästen in ihrer Autobiografie Der nächste Herr, s’il vous plaît, Erinnerungen aus dem One Two Two, Rue de Provence folgendermaßen:
„Häufig habe ich mich als Erstkommunikantin oder als Schülerin verkleidet und mußte dann dem Kunden gehorchen.“
Auch für ausgefallenere Wünsche hatte das 122 Verständnis. Jamet:
„[…] Der Bankier machte es sich in einem prächtigen, mit dunkelrotem Samt ausgeschlagenen Sarg bequem. Ein von ihm bestelltes und bezahltes Orchester (auch der Sarg ging auf seine Rechnung) spielte religiöse Lieder, während er in seinem Sarg von sechs splitternackten Frauen umgeben Champagner schlürfte. Nachdem er eine halbe Stunde vor sich hingeträumt hatte, wählte er eine der Damen und trieb es mit ihr in der ‚Leichenhalle‘.“

### Das Publikum
Innerhalb dreier Jahre war das Haus nicht nur zum berühmtesten Bordell Frankreichs geworden, sondern zu einem internen Treffpunkt von Kunst und Kultur. So gehörten nicht nur die Spitzen der Pariser („besseren“) Gesellschaft zur Stammkundschaft, sondern auch international wurde das Bordell zum kulturellen Begriff. Etwas salopp äußert sich Jamet über die Eigenheiten diverser Nationen:
„Der Engländer war immer sehr, sehr weltmännisch. Ich erinnere mich an einen, der einmal stockbesoffen war. Er hatte sich in eine der Wartekabinen im Erdgeschoß gelegt und wollte absolut nicht mehr nach Hause gehen. ‚Never!‘ ‚Aber Monsieur, Sie sind doch ein Gentleman, Sie als Engländer können sich doch nicht so aufführen!‘ Das Resultat war erstaunlich. Er stand auf, verneigte sich leicht und marschierte dann steif wie ein Zinnsoldat hinaus. Es hatte genügt, ihn daran zu erinnern, dass er ein Gentleman war und schon benahm er sich danach. Die Amerikaner waren weniger wohlerzogen, die Russen roh und brutal, die Deutschen ausgezeichnete Kunden, die Belgier gute Landonkel, die keine Geschichten machten, die Italiener mit einigen Ausnahmen schäbiges Pack, die Spanier und Südamerikaner schauderhafte Kerle – aber am Schlimmsten waren die Japaner. Sie kamen in Horden von zehn bis zwölf Mann an. Nur ein Einziger ging hinauf, aber alle machten es sich im Auswahlsalon breit und jeder gab seinen Senf zur Auswahl des einzigen Kunden dazu, gab Ratschläge und hatte an allem was auszusetzen. Und sie zahlten das strikte Minimum. Und die Franzosen? Eigentlich ganz gute Kunden, nur mußte man ihnen von Zeit zu Zeit wegen des Trinkgeldes einen kleinen Schubs geben.“
Berühmtheiten gingen ein und aus, wie der belgische König Leopold III., der junge Randolph Churchill oder die französischen Leinwandstars Martine Carol und Michel Simon. Auch Hollywood ließ sich blicken wie Marlene Dietrich, Katharine Hepburn, Humphrey Bogart, Cary Grant und Charlie Chaplin sowie Marcel Vertès mit seinem Freund Erich Maria Remarque;
Jamet schreibt in ihrer Autobiografie:
„Oft begleitete uns der Maler Vertès auf unseren nächtlichen Sauftouren. Er lag mir ständig in den Ohren und wollte unbedingt, daß ich ihm Modell saß, aber ich hatte einige Bilder seiner privaten pornografischen Sammlung bei ihm gesehen. In diesen Bildern stellte er stets herrlich gewachsene, reizvolle Frauen zusammen mit ekelhaft dickbäuchigen alten Lustmolchen dar, oder er zeichnete schöne zierliche Knaben, die es mit grässlichen alten Hexen trieben. Ich schlug ihm seine Bitte ab … und heute bedaure ich das sehr, denn inzwischen erzielen gerade diese Bilder von Vertès astronomische Summen auf den Pariser Kunstauktionen.“

## Verfilmungen
Im Jahre 1978 wurde die Geschichte des Bordells auf der Basis der Erinnerungen Fabienne Jamets unter dem Titel Das Freudenhaus in der Rue Provence (One, Two, Two : 122, rue de Provence) unter der Regie von Christian Gion verfilmt.
Die im September 2018 zum 100. Jahrestag des Endes des Ersten Weltkrieges erstmals auf ARTE ausgestrahlte Doku-Drama-Serie Krieg der Träume stellt die Erlebnisse von Marcel und Fabienne Jamet episodisch dar. Sie wurden dabei von Robinson Stévenin und Emilie Gavois-Kahn gespielt.